# Ängsglansblomfluga
Ängsglansblomfluga (Orthonevra stackelbergi) är en tvåvingeart som beskrevs av Thompson och Torp 1982. Ängsglansblomfluga ingår i släktet glansblomflugor, och familjen blomflugor. Arten är reproducerande i Sverige. Inga underarter finns listade i Catalogue of Life.